# 터치스크린

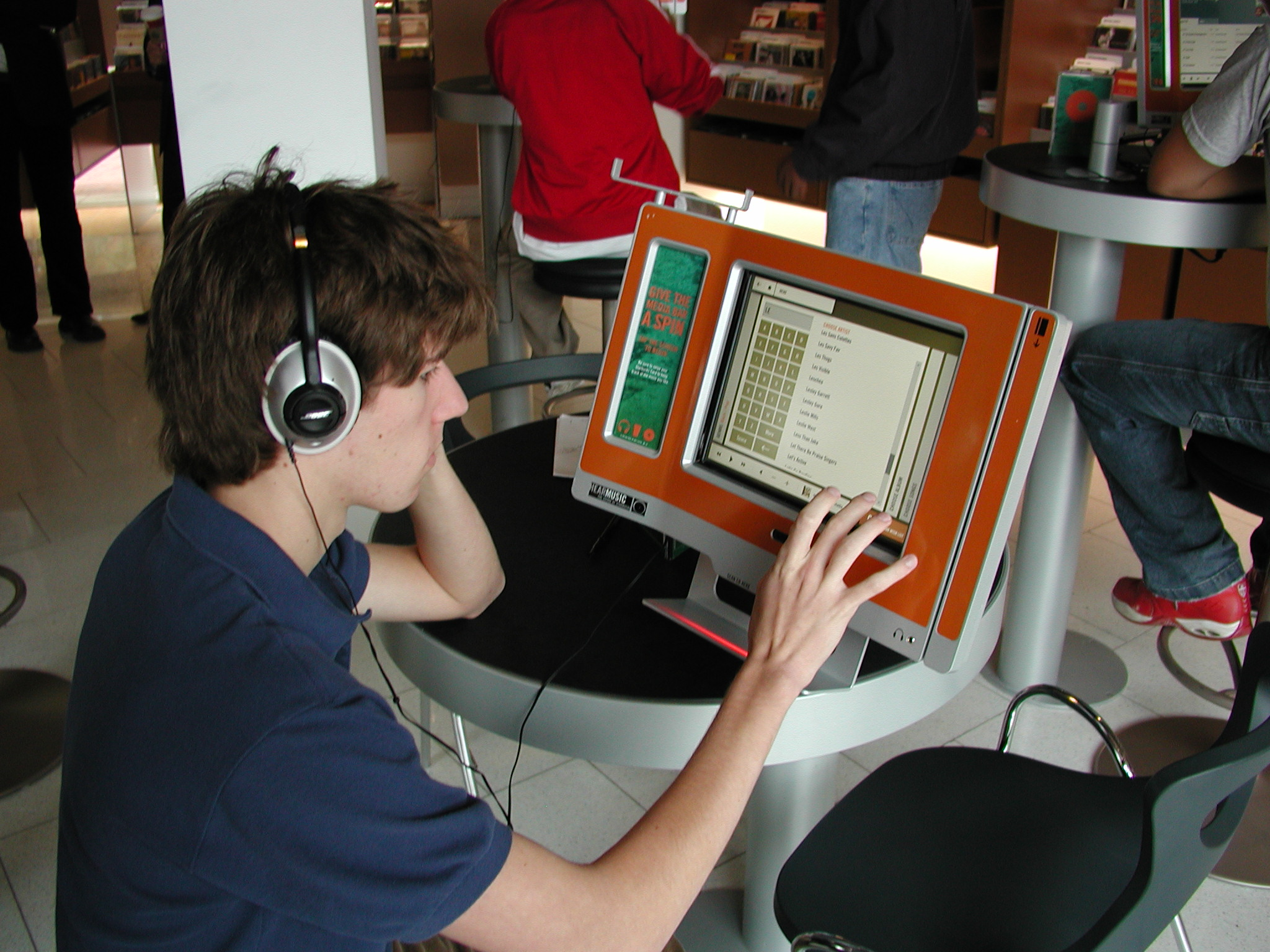
터치스크린을 조작하는 사용자

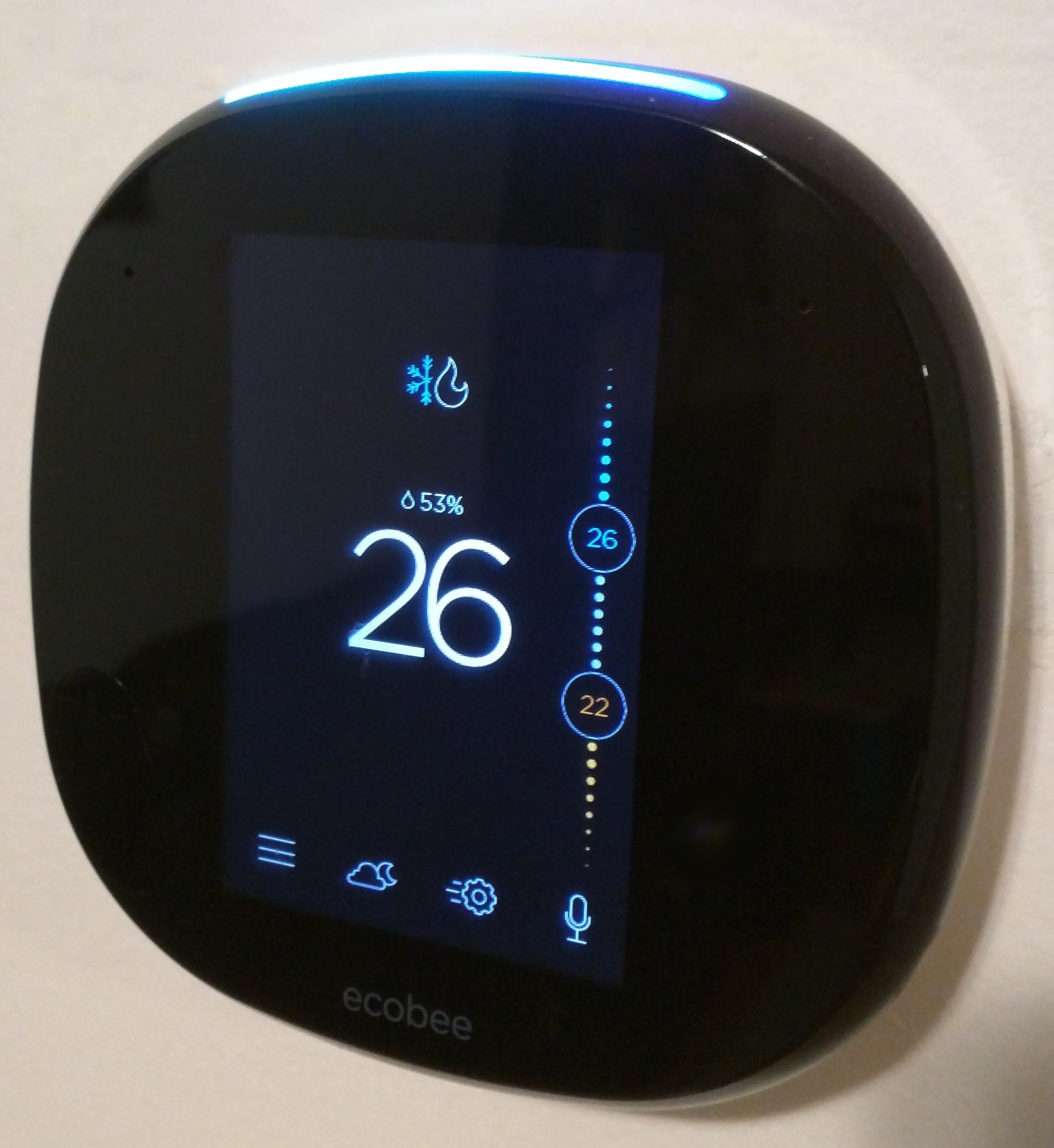
터치스크린이 있는 스마트 온도 조절기

터치스크린(touchscreen, 문화어: 손접촉)은 사용자의 터치 입력을 감지할 수 있는 디스플레이의 한 종류이다. 이는 입력 장치(터치 패널)와 출력 장치(시각적 디스플레이) 모두로 구성된다. 터치 패널은 일반적으로 장치의 전자시각표시장치 위에 겹쳐져 있다. 터치스크린은 일반적으로 스마트폰, 태블릿 컴퓨터, 랩톱 및 기타 전자 장치에서 발견된다. 디스플레이는 종종 LCD, AMOLED 또는 OLED 디스플레이이다.
사용자는 특별한 스타일러스 또는 하나 이상의 손가락으로 화면을 터치하여 간단한 또는 멀티터치 제스처를 통해 정보를 처리하는 시스템에 입력하거나 제어할 수 있다. 일부 터치스크린은 일반 장갑이나 특수 코팅 장갑을 사용하여 작동하며, 다른 일부는 특수 스타일러스나 펜을 사용해야만 작동할 수 있다. 사용자는 터치스크린을 사용하여 표시된 내용에 반응하고, 소프트웨어가 허용하는 경우, 표시 방식을 제어할 수 있다. 예를 들어, 확대/축소하여 텍스트 크기를 늘릴 수 있다.
터치스크린은 사용자가 마우스, 터치패드 또는 기타 유사한 장치(대부분의 최신 터치스크린에서는 선택 사항인 스타일러스 제외)를 사용하지 않고도 표시된 내용과 직접 상호 작용할 수 있도록 한다.
터치스크린은 스마트폰, 휴대용 콘솔 게임기, 개인용 컴퓨터와 같은 장치에서 흔히 사용된다. 또한 POS(Point-of-Sale) 시스템, ATM, 전자투표기, 자동차 차량 내 인포테인먼트 시스템 및 제어 장치에서도 흔히 볼 수 있다. 터치스크린은 컴퓨터에 연결되거나 터미널로 네트워크에 연결될 수도 있다. 또한 PDA 및 일부 전자책 단말기와 같은 디지털 기기 설계에서 중요한 역할을 한다. 터치스크린은 교실이나 대학 캠퍼스와 같은 교육 환경에서도 중요하다.
스마트폰, 태블릿 및 다양한 유형의 정보 기기의 인기로 인해 휴대용 및 기능성 전자 제품에 대한 일반 터치스크린의 수요와 수용이 증가했다. 터치스크린은 의료 분야, 중공업, ATM 및 박물관 디스플레이 또는 객실 자동화와 같은 키오스크에서 발견된다. 이러한 환경에서는 키보드 및 마우스 시스템으로는 사용자가 디스플레이의 콘텐츠와 적절하고 직관적이며 빠르고 정확한 상호 작용을 할 수 없기 때문이다.
역사적으로 터치스크린 센서와 그에 따른 컨트롤러 기반 펌웨어는 광범위한 애프터마켓 시스템 통합자가 제공했으며, 디스플레이, 칩 또는 메인보드 제조업체가 제공한 것이 아니다. 디스플레이 제조업체와 칩 제조업체는 사용자 인터페이스 구성 요소로서 터치스크린의 수용 추세를 인식하고 제품의 기본 설계에 터치스크린을 통합하기 시작했다.

## 역사

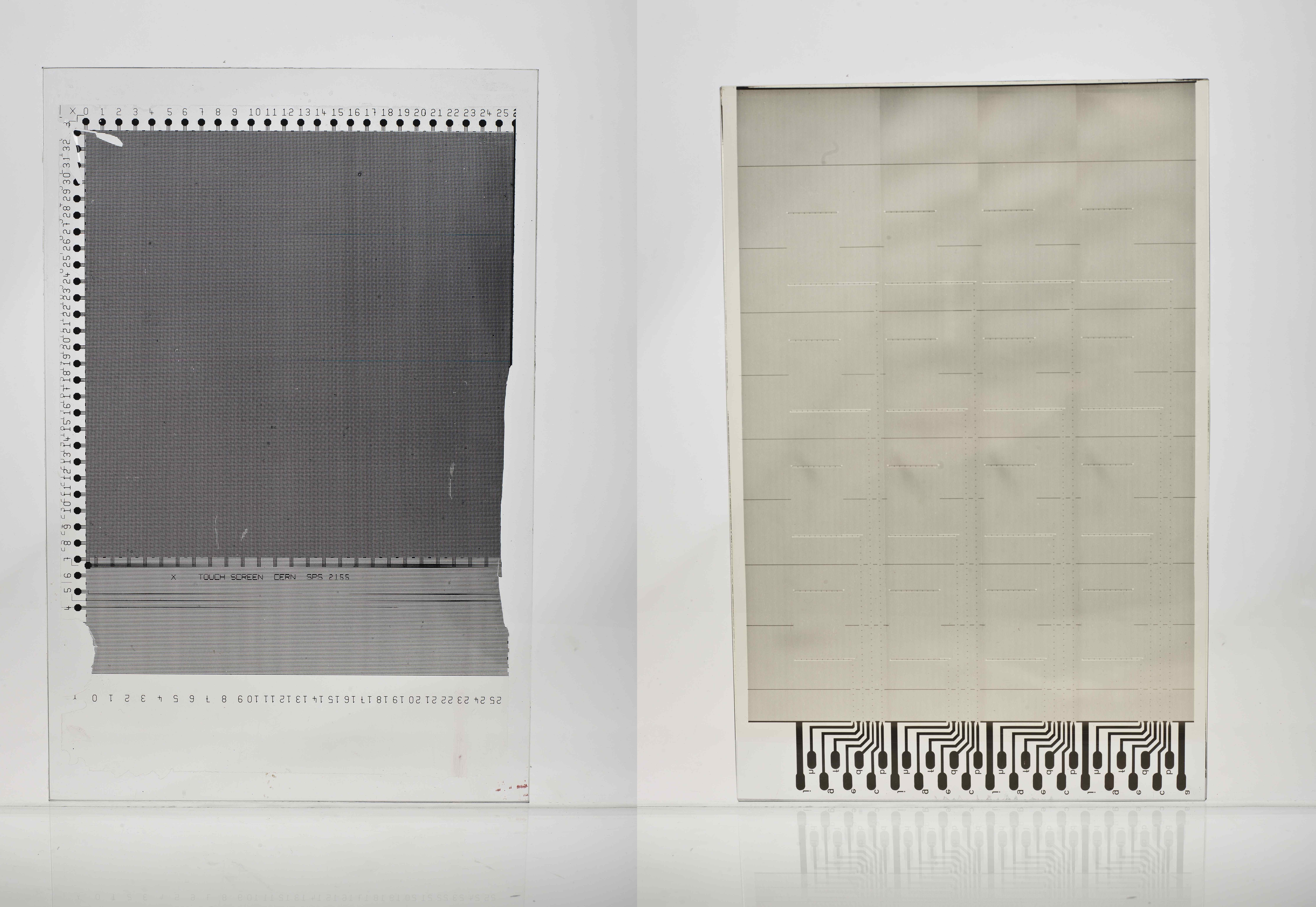
CERN에서 1977년 영국의 전자 엔지니어인 프랭크 벡이 CERN 가속기 SPS(슈퍼 양성자 싱크로트론)의 제어실을 위해 개발한 프로토타입 x-y 상호 용량성 터치스크린(왼쪽). 이것은 1972년 CERN에서 벤 슈툼페가 개발한 자기 용량 스크린(오른쪽)을 추가로 발전시킨 것이다.

현대 터치스크린의 전신 중 하나는 스타일러스 기반 시스템을 포함한다.
1946 직접 라이트 펜 – 필코 회사는 스포츠 중계를 위해 고안된 스타일러스에 대한 특허를 출원했다. 이 스타일러스는 중간 음극선관 (CRT) 디스플레이에 놓이면 원래 신호를 증폭하고 추가한다. 효과적으로, 이것은 US 2487641A, Denk, William E, "Electronic pointer for television images", issued 1949-11-08에 설명된 대로 라이브 텔레비전 방송에 화살표나 원을 임시로 그리는 데 사용되었다.
1962 광학 – 화면에서 생성되는 빛과 독립적으로 작동하는 터치스크린의 첫 번째 버전은 AT&T 코퍼레이션에서 특허를 받았다. US 3016421A, Harmon, Leon D, "Electrographic transmitter", issued 1962-01-09 이 터치스크린은 터치 표면을 가로질러 직각으로 빛을 비추는 콜리메이트된 빛의 매트릭스를 활용했다. 스타일러스에 의해 빔이 중단되면 더 이상 신호를 받지 못하는 광검출기를 사용하여 중단 지점을 결정할 수 있었다. 나중에 매트릭스 기반 터치스크린은 해상도 향상을 위해 더 많은 이미터와 검출기를 추가하고, 광학 신호 대 잡음비 향상을 위해 이미터를 펄스화하며, 멀티터치 사용 시 그림자 판독을 제거하기 위해 비직각 매트릭스를 추가하여 발전했다.
1963 간접 라이트 펜 – 후속 발명품들은 이 시스템을 기반으로 하여 텔레라이팅 스타일러스를 기계적 구속에서 해방시켰다. 사용자가 그리는 것을 컴퓨터로 전사함으로써, 미래에 사용할 수 있도록 저장할 수 있었다. US 3089918A, Graham, Robert E, "Telewriting apparatus", issued 1963-05-14 참조.
1965 전기 용량 및 저항 – 최초의 손가락 구동 터치스크린은 영국 몰번에 위치한 왕립 레이더 연구소의 에릭 존슨(Eric Johnson)이 개발했으며, 그는 1965년에 발표된 짧은 기사에서 용량성 터치스크린에 대한 연구를 설명했으며, 이어서 1967년에 발표된 기사에서 사진과 다이어그램과 함께 더 자세히 설명했다.
60년대 중반 초음파 커튼 – 또 다른 터치스크린의 전신인 단말기 디스플레이 앞에 초음파 커튼 기반 포인팅 장치가 텔레풍켄 콘스탄츠의 라이너 말레브라인을 중심으로 한 팀에 의해 항공 교통 관제 시스템을 위해 개발되었다. 1970년에 이것은 디스플레이 전면에 전도성 코팅된 유리 스크린을 활용하는 SIG 50 터미널용 "터치입력-설비" ("touch input facility")라는 장치로 발전했다. 이것은 1971년에 특허를 받았고, 몇 년 후(TBD: 1974년 또는 1975년) 특허가 승인되었다. 같은 팀은 이미 몇 년 전에 SIG 100-86용 롤쿠겔 마우스 RKS 100-86을 발명하고 판매했다.
1968 용량성 – 항공 교통 관제에 터치 기술을 적용한 내용은 1968년에 발표된 기사에서 설명되었다. 프랭크 벡과 벤 슈툼페는 CERN의 엔지니어로, 1970년대 초반에 투명 터치스크린을 개발했다. 이는 1960년대 초 슈툼페의 텔레비전 공장 작업에 기반을 둔다. CERN에서 제조되어 곧 산업 파트너에 의해 제조된 이 장치는 1973년에 사용되기 시작했다.
1972 광학 – 일리노이 대학교의 한 그룹이 광학 터치스크린에 대한 특허를 출원했으며, 이는 Magnavox Plato IV 학생 터미널의 표준 부품이 되었고, 이를 위해 수천 대가 제작되었다. 이 터치스크린은 16x16 적외선 위치 센서의 교차 배열을 가졌으며, 각 센서는 화면 한쪽 가장자리의 LED와 다른 가장자리의 일치하는 포토트랜지스터로 구성되어 모두 단색 플라스마 디스플레이 패널 전면에 장착되었다. 이 배열은 화면에 가까이 있는 손가락 크기의 불투명한 물체를 감지할 수 있었다.
1973 멀티터치 용량성 – 1973년 벡과 슈툼페는 자신들의 용량성 터치스크린을 설명하는 또 다른 논문을 발표했다. 이 논문은 멀티터치 기능을 가지고 있지만, 당시에는 유용하다고 여겨지지 않았기 때문에 이 기능이 의도적으로 억제되었다고 명시되어 있다 ("버튼을 터치하면 BUT라고 불리는 변수가 0에서 5로 값이 바뀐다. 다른 버튼을 터치하면 BUT의 다른 0이 아닌 값이 나오지만, 이는 소프트웨어로 보호된다." (페이지 6, 섹션 2.6). "손가락과 커패시터 사이의 실제 접촉은 얇은 플라스틱 시트에 의해 방지된다." (페이지 3, 섹션 2.3).
1977 저항성 – 미국 회사 Elographics는 Siemens와 협력하여 Elographics의 설립자인 조지 새뮤얼 허스트가 개발한 기존의 불투명 터치패드 기술인 미국 특허 No. 3,911,215 (1975년 10월 7일)의 투명 구현을 개발하기 시작했다. 그 결과로 탄생한 저항성 기술 터치스크린은 1982년 녹스빌에서 열린 1982년 세계 박람회에서 처음 공개되었다.
1982 멀티터치 카메라 - 멀티터치 기술은 1982년 토론토 대학교의 입력 연구 그룹이 서리 유리 패널 뒤에 카메라를 배치하여 최초의 인간 입력 멀티터치 시스템을 개발하면서 시작되었다.
1983 광학 - HP-150은 1983년부터 광학 터치스크린을 사용했다. HP 150은 세계 최초의 상업용 터치스크린 컴퓨터 중 하나였다. HP는 9인치 소니 음극선관 (CRT)의 베젤 주변에 적외선 송신기와 수신기를 장착했다.
1983 멀티터치 힘 감지 터치스크린 – AT&T 벨 연구소의 밥 보아(Bob Boie)는 하나 이상의 물리적 객체가 상호 작용할 때 부드럽고 변형 가능한 오버레이 멤브레인의 두께 변화를 추적하기 위해 전기 용량을 사용했다. 이 유연한 표면은 이러한 객체에 의해 손상될 경우 쉽게 교체할 수 있다. 이 특허는 "촉각 센서 배열은 터치스크린으로 활용될 수 있다"고 명시하고 있다.
많은 파생 출처에서는 보아를 터치스크린 기술의 주요 진보를 이룬 인물로 소급하여 묘사하지만, 보아가 휴대 전화에 필요한 견고하고 보호적인 오버레이를 통해 감지할 수 있는 견고한 멀티터치 용량성 터치스크린을 개발하거나 특허를 받았다는 증거는 발견되지 않았다. 이러한 인용 중 상당수는 벨 연구소의 빌 벅스턴의 일화에 의존하고 있다. 그러나 빌 벅스턴은 이 기술을 손에 넣는 데 큰 성공을 거두지 못했다. 그는 인용에서 다음과 같이 말한다: "우리의 가정(결과적으로 틀렸지만)은 보아 기술이 가까운 미래에 우리에게 제공될 것이라는 것이었다. 1990년경 나는 제록스 그룹을 데리고 이 기술을 보러 갔다. 왜냐하면 나는 그것이 우리 대형 문서 처리기의 사용자 인터페이스에 적합하다고 느꼈기 때문이다. 이것은 효과가 없었다."
1984년까지의 용량성 – 앞서 인용된 바와 같이, 존슨은 1965년에 최초의 손가락 조작 용량성 및 저항성 터치스크린을 개발한 공로를 인정받지만, 이들은 화면 전면에 걸쳐 직접 전선을 터치하여 작동했다.
스툼페와 벡은 1972년에 자기 용량 터치스크린을, 1977년에는 상호 용량 터치스크린을 개발했다. 이 두 장치는 직접 터치하거나 얇은 절연 필름을 통해서만 손가락을 감지할 수 있었다. 슈툼페의 1977년 보고서에 따르면 이것은 11마이크론 두께였다.
1984 터치패드 - 후지쯔는 마이크로 16용 터치 패드를 출시하여 한자의 복잡성을 수용했다. 한자는 타일 그래픽으로 저장되었다.
1986 그래픽 태블릿 - 세가 AI 컴퓨터용 그래픽 터치 태블릿이 출시되었다.
80년대 초 항공기 평가 – 1980년대 초 상업용 항공기 조종석용 터치 감지 제어-디스플레이 유닛 (CDU)이 평가되었다. 초기 연구에 따르면 터치 인터페이스는 조종사가 키보드에 위도, 경도, 경유지 코드를 "머리 숙여" 입력하는 대신 경유지, 기능 및 작업을 선택할 수 있으므로 조종사의 작업 부하를 줄일 수 있다는 것을 보여주었다. 이 기술의 효과적인 통합은 조종사가 비행 경로, 다양한 항공기 시스템의 기능 및 시시각각의 인간 상호 작용을 포함한 차량 운행의 모든 주요 측면에 대한 높은 수준의 상황 인식을 유지하는 데 도움이 되도록 하는 것을 목표로 했다.
80년대 초 자동차 평가 - 또한 1980년대 초반, 제너럴 모터스는 델코 전자 부서에 자동차의 비필수 기능(즉, 스로틀, 변속기, 제동, 조향 이외의 기능)을 기계적 또는 전기 기계 시스템에서 가능한 한 고체 대안으로 교체하는 것을 목표로 하는 프로젝트를 지시했다. 완성된 장치는 "전자 제어 센터"를 의미하는 ECC로 명명되었으며, 이는 다양한 주변 센서, 서보 메커니즘, 솔레노이드, 안테나 및 디스플레이와 유일한 입력 방법 모두로 기능하는 단색 CRT 터치스크린에 하드와이어로 연결된 디지털 컴퓨터 및 소프트웨어 제어 시스템이었다. ECC는 기존의 기계식 스테레오, 팬, 히터 및 에어컨 제어 및 디스플레이를 대체했으며, 차량의 누적 및 현재 작동 상태에 대한 매우 상세하고 구체적인 정보를 실시간으로 제공할 수 있었다. ECC는 1985년~1989년 뷰익 리비에라와 이후 1988년~1989년 뷰익 리애타의 표준 장비였지만, 일부 전통적인 뷰익 고객의 테크노포비아 때문도 있었지만, 주로 ECC의 터치스크린이 겪었던 비용이 많이 드는 기술적 문제(기후 제어 또는 스테레오 작동을 불가능하게 만드는) 때문에 소비자들에게 인기가 없었다.
1985 그래픽 태블릿 - 세가는 SG-1000 비디오 게임 콘솔 및 SC-3000 가정용 컴퓨터용으로 테레비 오에카키(Terebi Oekaki), 즉 세가 그래픽 보드를 출시했다. 이는 플라스틱 펜과 펜의 누름을 감지하는 투명한 창이 있는 플라스틱 보드로 구성되었다. 주로 드로잉 소프트웨어 애플리케이션과 함께 사용되었다.
1985 멀티터치 용량성 – 빌 벅스턴을 포함한 토론토 대학교 연구팀은 부피가 큰 카메라 기반 광학 감지 시스템 대신 용량성을 사용하는 멀티터치 태블릿을 개발했다(멀티터치의 역사 참조).
1985 POS 사용 - 최초의 상업적으로 이용 가능한 그래픽 POS(Point-of-Sale) 소프트웨어는 16비트 아타리 520ST 컬러 컴퓨터에서 시연되었다. 이 소프트웨어는 컬러 터치스크린 위젯 기반 인터페이스를 특징으로 했다. ViewTouch POS 소프트웨어는 개발자 진 모셔(Gene Mosher)가 1986년 가을 컴덱스 엑스포의 아타리 컴퓨터 시연 구역에서 처음으로 선보였다.
1987 용량성 터치 키 – 카시오는 소형 LCD 그래픽 화면에 4x4 매트릭스로 16개의 터치 영역을 구성한 터치스크린이 탑재된 카시오 PB-1000 포켓 컴퓨터를 출시했다.
1988 "리프트-오프" 선택 - 1988년까지 터치스크린은 부정확하다는 좋지 않은 평판을 받았다. 대부분의 사용자 인터페이스 서적에서는 터치스크린 선택이 평균 손가락보다 큰 대상에 국한된다고 언급했다. 당시에는 손가락이 대상 위에 닿자마자 대상이 선택되고 해당 작업이 즉시 수행되는 방식으로 선택이 이루어졌다. 시차나 교정 문제로 인해 오류가 흔했으며, 이는 사용자 좌절로 이어졌다. 메릴랜드 대학교 인간-컴퓨터 상호 작용 연구소 (HCIL)의 연구원들이 "리프트-오프 전략"을 도입했다. 사용자가 화면을 터치하면 무엇이 선택될지에 대한 피드백이 제공된다. 사용자는 손가락 위치를 조정할 수 있으며, 손가락이 화면에서 떨어질 때만 작업이 수행된다. 이를 통해 640x480 비디오 그래픽스 어레이 (VGA) 화면(당시 표준)에서 단일 픽셀까지 작은 대상을 선택할 수 있었다.
1988년 세계 엑스포 – 1988년 4월부터 10월까지 오스트레일리아 브리즈번 시는 "기술 시대의 여가"를 주제로 엑스포 88을 개최했다. 행사를 지원하고 엑스포 방문객에게 정보를 제공하기 위해 텔레콤 오스트레일리아(현 텔스트라)는 엑스포 부지 주변에 총 56개의 터치스크린 정보 콘솔이 있는 8개의 키오스크를 설치했으며, 이들은 특별히 개조된 소니 비디오텍스 워크스테이션이었다. 각 시스템은 또한 비디오 디스크 플레이어, 스피커, 20MB 하드 드라이브를 갖추고 있었다. 행사 중 최신 정보를 유지하기 위해 방문객 정보 데이터베이스는 매일 밤 업데이트되어 컴퓨터 터미널로 원격 전송되었다. 터치스크린을 사용하여 방문객은 엑스포의 놀이기구, 명소, 공연, 시설 및 주변 지역에 대한 정보를 찾을 수 있었다. 방문객은 또한 영어와 일본어로 표시된 정보 중에서 선택할 수 있었는데, 이는 1980년대 오스트레일리아의 해외 관광 시장을 반영한 것이었다. 텔레콤의 엑스포 정보 시스템은 밴쿠버의 엑스포 86에서 사용된 이전 시스템을 기반으로 했다는 점은 주목할 가치가 있다.
1990년 단일 및 멀티터치 제스처 – 시어스 외 (1990)는 당시 단일 및 멀티터치 인간-컴퓨터 상호 작용에 대한 학술 연구를 검토하여 노브 회전, 슬라이더 조정, 스위치 활성화를 위한 화면 스와이프(또는 토글 스위치를 위한 U자형 제스처)와 같은 제스처를 설명했다. HCIL 팀은 소형 터치스크린 키보드를 개발하고 연구했으며(사용자가 터치스크린 키보드에서 분당 25wpm를 입력할 수 있음을 보여주는 연구 포함), 이는 모바일 장치에 터치스크린 키보드가 도입되는 데 도움이 되었다. 또한 선의 범위 선택, 객체 연결, 다른 손가락으로 위치를 유지하면서 선택하는 "탭-클릭" 제스처와 같은 멀티터치 제스처를 설계하고 구현했다.
1990 터치스크린 슬라이더 및 토글 스위치 – HCIL은 터치스크린 슬라이더를 시연했으며, 이는 나중에 애플과 다른 터치스크린 휴대폰 제조사 간의 잠금화면 특허 소송(7657849 관련)에서 선행 기술로 인용되었다.
1991 관성 제어 – 1991년부터 1992년까지 썬 Star7 프로토타입 PDA는 관성 스크롤 기능을 갖춘 터치스크린을 구현했다.
1993 정전 용량 마우스 / 키패드 – AT&T 벨 연구소의 밥 보아(Bob Boie)는 얇은 절연체를 통해 손가락 하나만 정전 용량 방식으로 감지하는 간단한 마우스 또는 키패드를 특허로 등록했다. 특허에서 주장되거나 언급되지는 않았지만, 이 기술은 잠재적으로 정전 용량 터치스크린으로 사용될 수 있었다.
1993년 최초의 저항식 터치스크린 전화기 - IBM은 최초의 터치스크린 전화기인 IBM 사이먼을 출시했다.
90년대 초 버려진 게임 컨트롤러 – 터치스크린 컨트롤이 있는 휴대용 콘솔 게임기에 대한 초기 시도는 세가의 게임 기어 후속작이었지만, 1990년대 초 터치스크린 기술의 비싼 비용 때문에 결국 장치는 보류되었고 출시되지 않았다.
2004년 모바일 멀티터치 용량성 특허 – 애플은 모바일 기기용 멀티터치 용량성 터치스크린에 대한 특허를 냈다.
2004년 터치스크린이 탑재된 비디오 게임 – 터치스크린은 2004년 닌텐도 DS가 출시되기 전까지는 비디오 게임에 인기 있게 사용되지 않았다.
2007년 정전 용량 방식 휴대폰 – 정전 용량 방식 터치스크린이 탑재된 최초의 휴대 전화는 2007년 5월에 출시된 LG 프라다였다(아이폰 최초 출시 이전). 2009년까지 터치스크린 지원 휴대폰은 기본 및 고급 장치 모두에서 유행하고 빠르게 인기를 얻었다. 2009년 4분기에는 처음으로 대부분의 스마트폰(모든 휴대폰은 아님)이 터치스크린을 탑재하여 비터치폰을 넘어섰다.
2015년 힘 감지 터치스크린 – 최근까지 대부분의 소비자 터치스크린은 한 번에 한 지점만 감지할 수 있었고, 얼마나 세게 터치하는지를 감지할 수 있는 기능은 거의 없었다. 이는 멀티터치 기술의 상용화와 2015년 4월에 출시된 애플 워치의 힘 감지 디스플레이로 인해 변화되었다.

## 기술
터치 감지 방법이 다른 여러 터치스크린 기술이 있다.

### 저항식
저항성 터치스크린 패널은 여러 얇은 층으로 구성되며, 그 중 가장 중요한 것은 얇은 틈을 사이에 두고 서로 마주보는 두 개의 투명한 전기 저항성 층이다. 최상위 층(터치되는 층)은 밑면에 코팅이 되어 있으며, 그 바로 아래에는 기판 위에 비슷한 저항성 층이 있다. 한 층은 측면에 전도성 연결이 되어 있고, 다른 층은 상단과 하단에 연결이 되어 있다. 전압이 한 층에 가해지고 다른 층에 의해 감지된다. 손가락 끝이나 스타일러스 펜과 같은 물체가 외부 표면을 누르면 두 층이 그 지점에서 서로 접촉하여 연결된다. 그러면 패널은 한 번에 한 축씩 한 쌍의 전압 나누개처럼 작동한다. 각 층 사이를 빠르게 전환하여 화면에 가해지는 압력의 위치를 감지할 수 있다.
저항성 터치 방식은 액체 및 오염 물질에 대한 내성이 높아 식당, 공장 및 병원에서 사용된다. 저항성 터치 기술의 주요 장점은 저렴한 비용이다. 또한, 터치를 감지하는 데 충분한 압력만 필요하므로 장갑을 끼고 사용하거나 단단한 물체를 손가락 대용으로 사용할 수 있다. 단점으로는 누르기 필요성과 날카로운 물체에 의한 손상 위험이 있다. 저항성 터치스크린은 화면 위에 추가된 재료 층으로 인해 추가적인 반사(즉, 눈부심)가 발생하여 대비가 떨어진다. 이 유형의 터치스크린은 닌텐도 DS, 3DS 제품군 및 Wii U 게임패드에서 사용되었다.
간단한 구조와 적은 입력 수로 인해 저항성 터치스크린은 주로 단일 터치 조작에 사용되지만, 일부 두 손가락 터치 버전(종종 멀티터치로 설명됨)도 사용할 수 있다. 그러나 일부 진정한 멀티터치 저항성 터치스크린도 있다. 이들은 훨씬 더 많은 입력이 필요하며, I/O 수를 줄이기 위해 x/y 멀티플렉싱에 의존한다.
진정한 멀티터치 저항성 터치스크린의 한 예는 동시에 10개의 손가락을 감지할 수 있다. 이는 80개의 I/O 연결을 가지고 있다. 이들은 아마도 34개의 x 입력 / 46개의 y 출력으로 나뉘어 1564개의 x/y 교차 터치 감지 노드를 가진 표준 3:4 종횡비 터치스크린을 형성할 것이다.

### 표면 음향파
표면 음향파(SAW) 기술은 터치스크린 패널 위로 전달되는 초음파를 사용한다. 패널이 터치되면 파동의 일부가 흡수된다. 초음파 변화는 컨트롤러에 의해 처리되어 터치 이벤트의 위치를 결정한다. 표면 음향파 터치스크린 패널은 외부 요소에 의해 손상될 수 있다. 표면의 오염 물질도 터치스크린의 기능에 간섭을 줄 수 있다.
SAW 장치는 지연선, 필터, 상관기 및 DC-DC 컨버터를 포함하여 광범위한 응용 분야를 가지고 있다.

### 정전 용량 방식 터치스크린

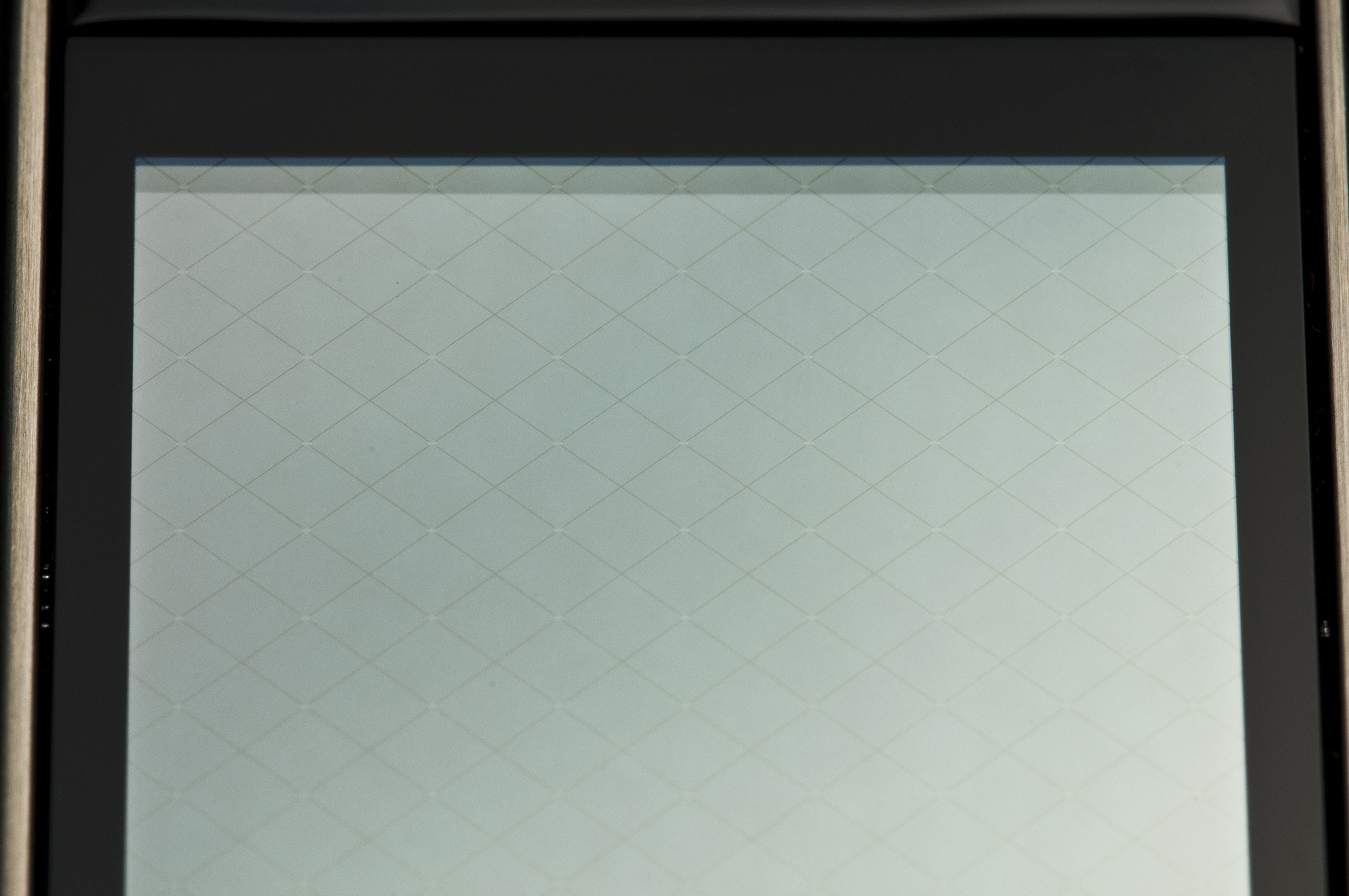
휴대 전화의 용량성 터치스크린

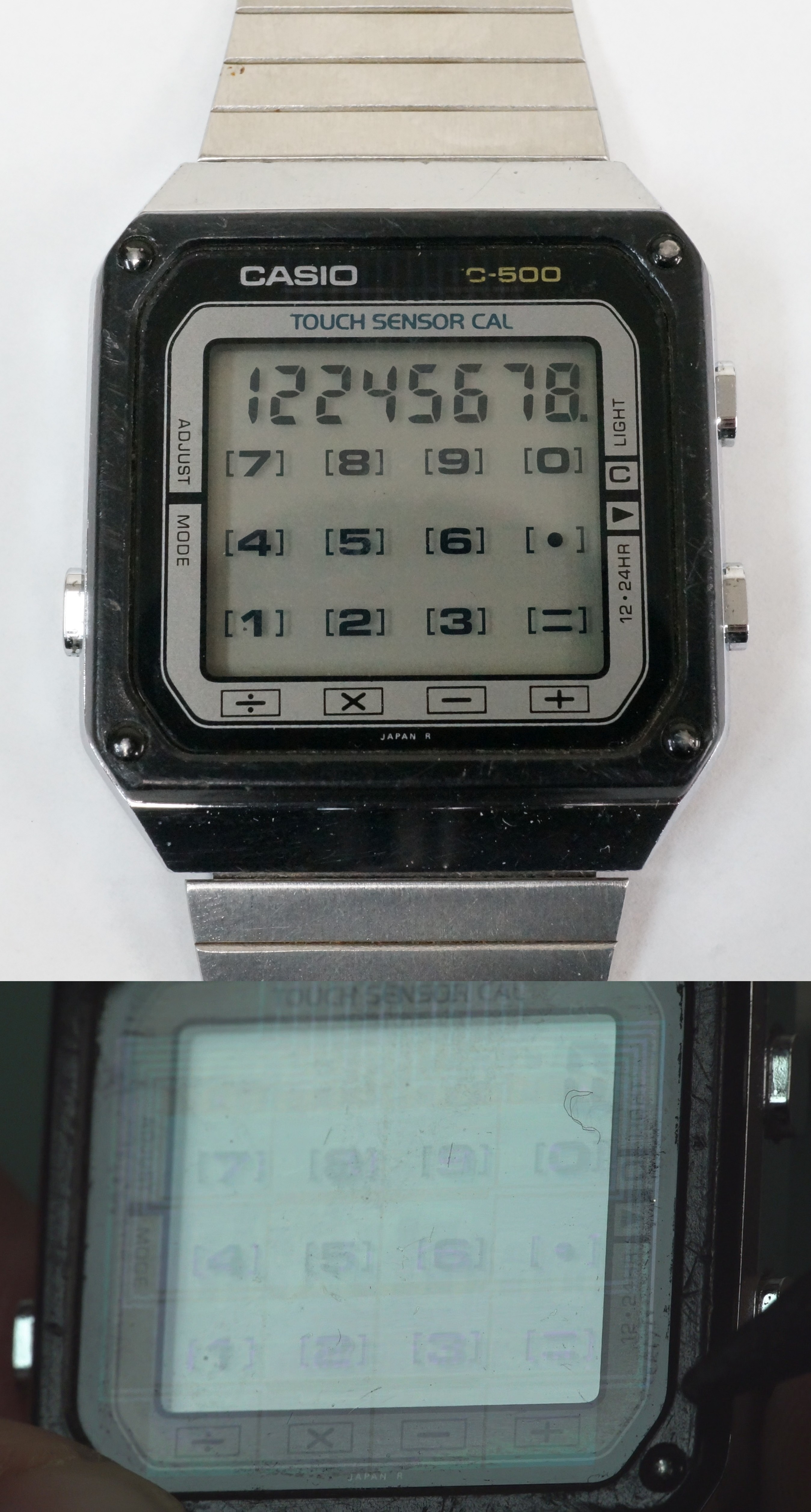
1983년 카시오 TC500 정전 용량 터치 센서 시계. 기울어진 빛으로 터치 센서 패드와 상단 시계 유리 표면에 에칭된 트레이스를 드러내고 있다.

정전 용량 터치스크린 패널은 유리와 같은 절연체에 ITO와 같은 투명한 전기 전도체로 코팅되어 구성된다. 인체도 전기 전도체이므로 화면 표면을 터치하면 화면의 정전기장이 왜곡되어 전기 용량의 변화로 측정된다. 터치 위치를 결정하기 위해 다양한 기술이 사용될 수 있다. 그런 다음 위치는 처리를 위해 컨트롤러로 전송된다. 일부 터치스크린은 인듐 사용으로 인한 여러 환경 문제 때문에 ITO 대신 은을 사용한다. 컨트롤러는 일반적으로 CMOS 응용 특화 집적 회로 칩이며, 이는 차례로 신호를 CMOS DSP로 전송하여 처리한다.
저항식 터치스크린과 달리 일부 정전 용량 터치스크린은 장갑과 같은 전기적으로 절연된 물질을 통해 손가락을 감지하는 데 사용될 수 없다. 이러한 단점은 추운 날씨에 사람들이 장갑을 착용할 수 있는 터치 태블릿 PC 및 정전 용량 스마트폰과 같은 소비자 전자 제품의 사용성에 특히 영향을 미친다. 이는 특수 정전 용량 스타일러스 또는 사용자의 손가락 끝과 전기적으로 접촉할 수 있도록 전도성 실을 수놓은 특수 응용 장갑을 사용하여 극복할 수 있다.
불안정하고 노이즈가 많은 전압을 가진 저품질 스위치 모드 전원 공급 장치는 정전 용량 터치스크린의 정밀도, 정확성 및 감도를 일시적으로 방해할 수 있다.
일부 정전 용량 방식 디스플레이 제조업체는 더 얇고 정확한 터치스크린 개발을 계속하고 있다. 모바일 장치용 디스플레이는 이제 삼성의 슈퍼 AMOLED 화면처럼 디스플레이 자체 내부에 커패시터를 내장하여 한 층을 제거하는 '인셀' 기술로 생산되고 있다. 이러한 유형의 터치스크린은 사용자의 손가락과 화면에서 터치하는 내용 사이의 가시 거리를 줄여 디스플레이의 두께와 무게를 줄여주므로 스마트폰에 적합하다.
간단한 평행판 축전기는 유전체 층으로 분리된 두 개의 전도체를 가지고 있다. 이 시스템의 에너지 대부분은 플레이트 사이에 직접적으로 집중된다. 일부 에너지는 플레이트 외부 영역으로 넘쳐 흐르며, 이 효과와 관련된 전기장 선은 프린징 필드라고 불린다. 실용적인 용량성 센서를 만드는 데 있어 과제 중 하나는 프린징 필드를 사용자에게 접근 가능한 활성 감지 영역으로 유도하는 인쇄 회로 트레이스의 세트를 설계하는 것이다. 평행판 축전기는 이러한 센서 패턴에 적합한 선택이 아니다. 프린징 전기장 근처에 손가락을 놓으면 용량성 시스템에 전도성 표면적이 추가된다. 손가락에 의해 추가되는 추가 전하 저장 용량은 손가락 용량 또는 CF라고 알려져 있다. 손가락이 없는 센서의 용량은 기생 용량 또는 CP라고 알려져 있다.

#### 표면 용량
이 기본적인 기술에서는 절연체의 한쪽 면만 전도성 층으로 코팅된다. 이 층에 작은 전압이 가해져 균일한 정전기장이 형성된다. 사람 손가락과 같은 전도체가 코팅되지 않은 표면을 터치하면 축전기가 동적으로 형성된다. 센서의 컨트롤러는 패널의 네 모서리에서 측정된 전기 용량의 변화로부터 터치 위치를 간접적으로 결정할 수 있다. 움직이는 부품이 없으므로 내구성이 중간 정도이지만 해상도가 제한적이고, 기생 용량성 커플링으로 인한 잘못된 신호에 취약하며, 제조 과정에서 교정이 필요하다. 따라서 산업 제어 및 키오스크와 같은 간단한 응용 분야에서 가장 자주 사용된다.
일부 표준 용량 감지 방법은 비전도성 표면을 통해 손가락을 감지하는 데 사용될 수 있다는 점에서 투사적이지만, 감지판을 확장하거나 수축시켜 이들 판의 용량에 변동을 일으키는 온도 변동에 매우 민감하다. 이러한 변동은 많은 배경 노이즈를 발생시키므로 정확한 감지를 위해서는 강한 손가락 신호가 필요하다. 이는 손가락이 감지 요소에 직접 닿거나 비교적 얇은 비전도성 표면을 통해 감지되는 응용 분야로 제한된다.

#### 상호 용량
하나의 전기 전도체에 가해진 전기 신호는 매우 근접하지만 전기적으로 격리된 다른 전기 전도체에 의해 용량성으로 "감지"될 수 있다. 이는 상호 용량 터치스크린에서 활용되는 기능이다. 상호 용량 센서 배열에서 하나의 전기 전도체와 다른 전기 전도체의 "상호" 교차(직접적인 전기적 접촉 없이)는 축전기를 형성한다(터치스크린#구조 참조).
고주파 전압 펄스가 이러한 전도체에 한 번에 하나씩 적용된다. 이러한 펄스는 이를 교차하는 모든 전도체에 용량적으로 결합된다.
손가락이나 전도성 스타일러스가 센서 표면에 가까이 오면 국부 정전기장이 변경되어 이 교차하는 전도체 사이의 전기 용량이 감소한다. 감지된 신호 강도의 상당한 변화는 교차 지점에 손가락이 있는지 여부를 판단하는 데 사용된다.
그리드의 모든 교차점에서 발생하는 전기 용량 변화를 측정하여 하나 이상의 터치 위치를 정확하게 결정할 수 있다.
상호 용량은 여러 손가락, 손바닥 또는 스타일러스를 동시에 정확하게 추적할 수 있는 멀티터치 작동을 허용한다. 교차점이 많을수록 터치 해상도가 향상되고 감지할 수 있는 독립적인 손가락 수가 늘어난다.
 이는 표준 x/y 배선보다 대각선 배선이 거의 두 배 많은 교차점을 생성하기 때문에 대각선 배선의 명확한 이점을 나타낸다.
예를 들어, 30개의 i/o, 16×14 x/y 배열은 224개의 교차점/축전기를 가질 수 있으며, 30개의 i/o 대각선 격자 배열은 435개의 교차점을 가질 수 있다.
x/y 상호 전기 용량 배열의 각 트레이스는 하나의 기능만 가지며, 이는 입력 또는 출력이다. 수평 트레이스는 송신기일 수 있고 수직 트레이스는 센서일 수 있으며, 그 반대도 가능하다.

#### 자기 용량
자기 용량 센서는 상호 용량 센서와 동일한 레이아웃을 가질 수 있지만, 자기 용량 센서는 일반적으로 모든 트레이스가 독립적으로 작동하며 다른 트레이스 간의 상호 작용이 없다. 다른 여러 방법과 함께, 트레이스 전극에 손가락이 가하는 추가적인 용량성 부하는 전류계 또는 RC 발진기의 주파수 변화로 측정할 수 있다.
트레이스는 모든 트레이스가 감지될 때까지 하나씩 감지된다. 손가락은 트레이스 전체 길이(화면 밖에서도) 어디에서나 감지될 수 있지만, 손가락이 해당 트레이스 어디에 있는지는 알 수 없다. 그러나 다른 교차하는 트레이스에서도 손가락이 감지되면 손가락 위치가 두 트레이스의 교차점에 있다고 가정한다. 이는 단일 손가락을 빠르고 정확하게 감지할 수 있도록 한다.
상호 용량은 멀티터치에 더 간단하지만, 자기 용량으로도 멀티터치를 구현할 수 있다.
자기 용량 터치스크린 층은 소니 엑스페리아 솔라와 같은 휴대 전화에 사용된다. 삼성 갤럭시 S4, 갤럭시 노트 3, 갤럭시 S5, 갤럭시 알파에도 사용되었다.
자기 용량은 상호 용량보다 훨씬 더 민감하며 주로 손가락이 유리 표면에 닿을 필요조차 없는 단일 터치, 간단한 제스처 및 근접 감지에 사용된다. 상호 용량은 주로 멀티터치 응용 분야에 사용된다. 많은 터치스크린 제조업체는 동일한 제품에서 자기 용량 및 상호 용량 기술을 모두 사용하여 개별적인 이점을 결합한다.

#### 정전식 화면에 스타일러스 사용
정전 용량 터치스크린은 반드시 손가락으로 조작해야 하는 것은 아니지만, 최근까지 필요한 특수 스타일러스는 구매 비용이 상당히 비쌀 수 있었다. 이 기술의 비용은 최근 몇 년 동안 크게 하락하여 정전 용량 스타일러스는 이제 명목상의 비용으로 널리 구할 수 있으며 종종 모바일 액세서리와 함께 무료로 제공된다. 이는 전도성 샤프트에 부드러운 전도성 고무 팁이 있어 손가락을 스타일러스 팁에 저항적으로 연결한다.

### 적외선 그리드

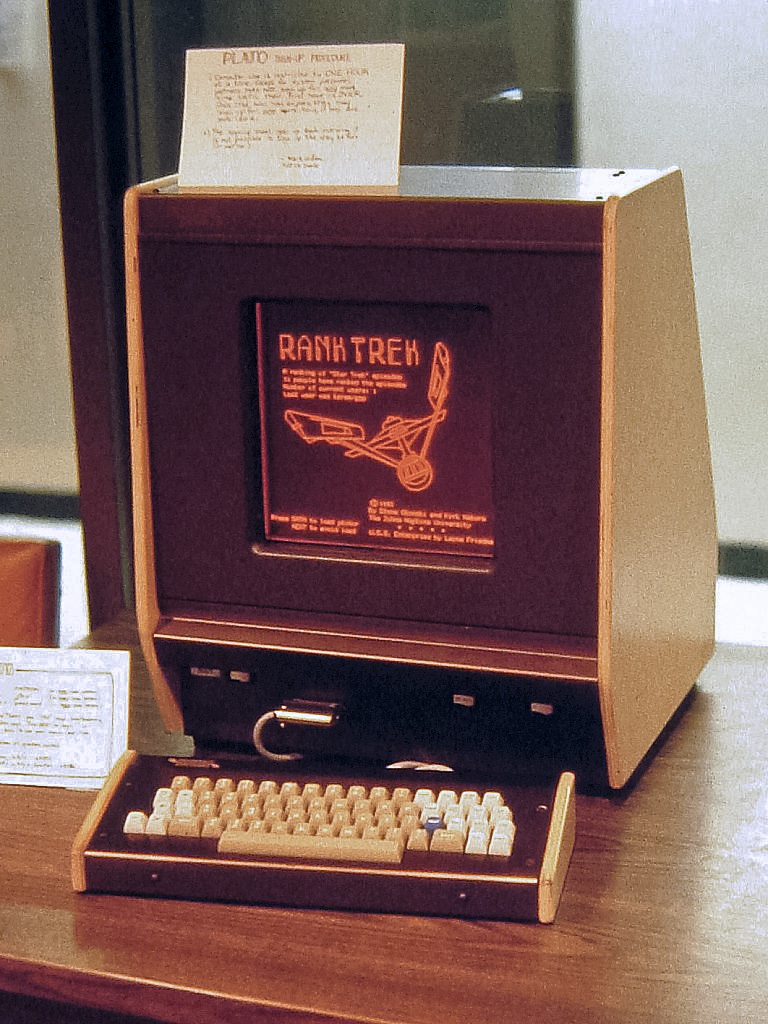
1981년 PLATO V 터미널에서 사용자의 터치스크린 입력을 감지하기 위해 디스플레이 주변에 장착된 적외선 센서. 단색 플라스마 디스플레이의 특징적인 주황색 빛이 나타나 있다.

적외선 터치스크린은 화면 가장자리에 X-Y 적외선 LED 및 광검출기 쌍의 배열을 사용하여 LED 빔 패턴의 방해를 감지한다. 이 LED 빔은 수직 및 수평 패턴으로 서로 교차한다. 이는 센서가 터치 위치를 정확하게 포착하는 데 도움이 된다. 이러한 시스템의 주요 장점은 손가락, 장갑을 낀 손가락, 스타일러스 또는 펜을 포함하여 본질적으로 모든 불투명한 물체를 감지할 수 있다는 것이다. 일반적으로 전도체(예: 맨손가락)에 의존하여 터치스크린을 활성화할 수 없는 실외 응용 분야 및 POS 시스템에서 사용된다. 정전 용량 방식 터치스크린과 달리 적외선 터치스크린은 유리에 패턴을 만들 필요가 없어 전체 시스템의 내구성과 광학적 선명도를 높인다. 적외선 터치스크린은 적외선 빔을 방해할 수 있는 먼지에 민감하며, 곡면에서 시차가 발생하고 사용자가 선택할 항목을 찾는 동안 화면 위로 손가락을 가져다 대면 실수로 눌러지는 문제가 발생한다.

### 적외선 아크릴 투영
반투명 아크릴 시트가 후방 투사 화면으로 사용되어 정보를 표시한다. 아크릴 시트의 가장자리는 적외선 LED로 조명되고, 적외선 카메라는 시트 뒷면에 초점을 맞춘다. 시트 위에 놓인 물체는 카메라로 감지할 수 있다. 사용자가 시트를 터치하면 전반사 좌절로 인해 적외선이 누출되어 최대 압력 지점에서 정점을 찍으며 사용자의 터치 위치를 나타낸다. 마이크로소프트의 PixelSense 태블릿은 이 기술을 사용했다.

### 광학 영상
광학 터치스크린은 터치스크린 기술의 비교적 현대적인 개발로, 2개 이상의 이미지 센서(예: CMOS 센서)가 화면 가장자리(주로 모서리) 주변에 배치된다. 적외선 백라이트는 화면 반대편의 센서 시야에 배치된다. 터치하면 센서에서 일부 빛이 차단되고, 터치하는 물체의 위치와 크기를 계산할 수 있다(시각적 헐 참조). 이 기술은 확장성, 다양성, 그리고 대형 터치스크린에 대한 저렴한 비용 때문에 인기가 증가하고 있다.

### 분산 신호 기술
2002년 3M에서 도입된 이 시스템은 센서를 사용하여 유리의 압전성을 측정하여 터치를 감지한다. 복잡한 알고리즘이 이 정보를 해석하여 실제 터치 위치를 제공한다. 이 기술은 먼지 및 기타 외부 요소(스크래치 포함)에 영향을 받지 않는다. 화면에 추가 요소가 필요 없으므로 뛰어난 광학적 선명도를 제공한다고 주장한다. 장갑을 낀 손가락을 포함하여 어떤 물체도 터치 이벤트를 생성하는 데 사용할 수 있다. 단점은 초기 터치 후에는 시스템이 움직이지 않는 손가락을 감지할 수 없다는 것이다. 그러나 같은 이유로, 정지된 물체는 터치 인식을 방해하지 않는다.

### 음향 펄스 인식
이 기술의 핵심은 표면의 어떤 위치에서든 터치가 발생하면 기판 내에서 음파가 생성되고, 이 음파는 터치스크린 가장자리에 부착된 세 개 이상의 작은 변환기에 의해 측정되어 고유한 결합 신호를 생성한다는 것이다. 디지털화된 신호는 표면의 모든 위치에 해당하는 목록과 비교하여 터치 위치를 결정한다. 움직이는 터치는 이 과정을 빠르게 반복하여 추적한다. 외부 및 주변 소리는 저장된 소리 프로파일과 일치하지 않으므로 무시된다. 이 기술은 값비싼 신호 처리 하드웨어 대신 간단한 조회 방법을 사용한다는 점에서 다른 소리 기반 기술과 다르다. 분산 신호 기술 시스템과 마찬가지로 초기 터치 후에는 움직이지 않는 손가락을 감지할 수 없다. 그러나 같은 이유로, 터치 인식은 어떤 정지된 물체에 의해서도 방해받지 않는다. 이 기술은 2000년대 초 SoundTouch Ltd에서 개발되었으며, 특허군 EP1852772에 설명되어 있고, 2006년 타이코 인터내셔널의 Elo 부문에서 음향 펄스 인식으로 시장에 출시되었다. Elo에서 사용되는 터치스크린은 일반 유리로 만들어져 내구성과 광학적 선명도가 우수하다. 이 기술은 일반적으로 화면의 스크래치와 먼지에도 정확도를 유지한다. 이 기술은 물리적으로 더 큰 디스플레이에도 적합하다.

## 구조
터치스크린을 만드는 몇 가지 주요 방법이 있다. 핵심 목표는 디스플레이를 터치하는 하나 이상의 손가락을 인식하고, 이것이 나타내는 명령을 해석하며, 해당 응용 프로그램에 명령을 전달하는 것이다.
멀티터치 용량성 스크린
멀티터치 용량성 터치스크린을 만드는 매우 간단하고 저렴한 방법은 두 개의 투명한 폴리에스터 필름 층 사이에 미세하고 절연 코팅된 구리 또는 텅스텐 와이어로 구성된 x/y 또는 대각선 매트릭스를 샌드위치하는 것이다. 이는 근접 감지 마이크로-축전기 배열을 생성한다. 손가락이 상대적으로 넓게 떨어져 있는 경우 10~15mm마다 하나의 마이크로 축전기가 충분할 수 있지만, 매우 높은 해상도의 멀티터치는 5~6mm마다 마이크로 축전기가 필요할 수 있다. 유사한 시스템은 지문 감지와 같은 초고해상도 감지에 사용될 수 있다. 지문 인식 센서는 약 44~50마이크론의 마이크로 축전기 간격이 필요하다.
단일 터치 저항성 터치스크린
이전에 가장 널리 사용되었던 저항성 방식에는 일반적으로 네 개의 층이 있다:
- 바닥에 투명한 금속 전도성 코팅이 된 상단 폴리에스터 코팅층.
- 접착성 간격재
- 상단에 투명한 금속 전도성 코팅이 된 유리층
- 유리의 뒷면에 장착을 위한 접착층.

사용자가 표면을 터치하면 시스템은 디스플레이를 통해 흐르는 전류의 변화를 기록한다.
분산 신호
분산 신호 기술은 강화 유리 기판을 터치할 때 화학적으로 발생하는 압전기 효과, 즉 기계적 힘이 가해질 때 생성되는 전압을 측정한다.
적외선
적외선 기반 방식에는 두 가지가 있다. 하나는 센서 배열이 디스플레이를 터치하거나 거의 터치하는 손가락을 감지하여 화면에 투영된 적외선 빔을 방해하는 방식이다. 다른 하나는 하단에 장착된 적외선 카메라가 화면 터치로 인한 열을 기록하는 방식이다.
각 경우에, 시스템은 당시 화면에 표시된 컨트롤과 터치 위치를 기반으로 의도된 명령을 결정한다.

## 개발
멀티터치 스크린의 개발은 화면에서 하나 이상의 손가락을 추적하는 것을 용이하게 했다. 따라서 하나 이상의 손가락이 필요한 작업이 가능해졌다. 이러한 장치는 또한 여러 사용자가 터치스크린과 동시에 상호 작용할 수 있도록 한다.
터치스크린 사용이 증가함에 따라 터치스크린 기술 비용은 이를 통합하는 제품에 일상적으로 흡수되어 거의 사라졌다. 터치스크린 기술은 신뢰성을 입증했으며 항공기, 자동차, 게임 콘솔, 기계 제어 시스템, 가전제품, 그리고 휴대폰을 포함한 휴대용 디스플레이 장치에서 발견된다. 모바일 장치용 터치스크린 시장은 2009년까지 50억 달러를 생산할 것으로 예상되었다.
화면 자체를 정확하게 가리키는 능력 또한 새롭게 등장하는 그래픽 태블릿-스크린 하이브리드를 통해 발전하고 있다. 폴리비닐리덴 플루오라이드 (PVDF)는 높은 압전기 특성으로 인해 이 혁신에서 중요한 역할을 한다. 이는 태블릿이 압력을 감지하게 하여 디지털 페인팅이 종이와 연필처럼 작동하도록 한다.
2011년 10월에 발표된 TapSense는 터치스크린이 손의 어떤 부분이 입력에 사용되었는지(예: 손가락 끝, 너클, 손톱)를 구별할 수 있도록 한다. 이는 복사 및 붙여넣기, 대문자화, 다른 그리기 모드 활성화 등 다양한 방식으로 사용될 수 있다.

## 인체공학 및 사용법

### 터치스크린 활성화
터치스크린이 효과적인 입력 장치가 되려면 사용자가 대상을 정확하게 선택하고 인접 대상의 우발적 선택을 피할 수 있어야 한다. 터치스크린 인터페이스의 설계는 시스템의 기술적 능력, 인체공학, 인지심리학 및 인체생리학을 반영해야 한다.
터치스크린 디자인에 대한 지침은 2000년대 초반에 초기 연구 및 구형 시스템(일반적으로 적외선 그리드 사용)의 실제 사용을 기반으로 개발되었으며, 이는 사용자의 손가락 크기에 크게 의존했다. 이러한 지침은 용량성 또는 저항성 터치 기술을 사용하는 대부분의 현대 터치 장치에는 덜 관련성이 있다.
2000년대 중반부터 스마트폰용 운영 체제 제조업체들은 표준을 공포했지만, 이는 제조업체마다 다르며 기술 변화에 따라 크기에 상당한 차이를 허용하므로 인간 요소 관점에서는 부적합하다.
훨씬 더 중요한 것은 사용자가 손가락이나 펜 스타일러스로 대상을 선택하는 정확도이다. 사용자 선택의 정확도는 화면 위치에 따라 달라진다. 사용자는 중앙에서 가장 정확하고, 왼쪽 및 오른쪽 가장자리에서는 덜 정확하며, 위쪽 가장자리, 특히 아래쪽 가장자리에서는 가장 부정확하다. R95 정확도(95% 대상 정확도에 필요한 반지름)는 중앙에서 7 mm (0.28 in)에서 아래쪽 모서리에서 12 mm (0.47 in)까지 다양하다. 사용자는 이를 무의식적으로 인지하고 있으며, 더 작거나 터치스크린의 가장자리 또는 모서리에 있는 대상을 선택하는 데 더 많은 시간을 할애한다.
이러한 사용자 부정확성은 시차, 시력, 그리고 눈과 손가락 사이의 피드백 루프 속도의 결과이다. 인간 손가락 자체의 정밀도는 훨씬 더 높으므로, 화면 확대기능과 같은 보조 기술이 제공되면 사용자는 손가락을 (화면에 접촉한 후) 0.1 mm (0.004 in)만큼 정밀하게 움직일 수 있다.

### 손 위치, 사용된 손가락 및 전환
휴대용 터치스크린 장치 사용자는 다양한 방식으로 장치를 잡고, 위치와 입력 유형에 맞춰 잡는 방식과 선택 방식을 일상적으로 변경한다. 휴대용 상호 작용에는 네 가지 기본 유형이 있다.
- 양손으로 적어도 부분적으로 잡고 한 손가락으로 탭하기
- 양손으로 잡고 양손가락으로 탭하기
- 한 손으로 잡고 다른 손의 손가락(또는 드물게 엄지손가락)으로 탭하기
- 한 손으로 장치를 잡고 같은 손의 엄지손가락으로 탭하기

사용률은 매우 다양하다. 두 엄지손가락으로 탭하는 것은 많은 일반적인 상호작용에서는 드물게(1-3%) 나타나지만, 타이핑 상호작용에서는 41%에 사용된다.
또한, 장치는 종종 표면(책상이나 테이블)에 놓이며 특히 태블릿은 스탠드에 사용된다. 사용자는 이러한 경우 손가락이나 엄지손가락으로 가리키거나, 선택하거나, 제스처를 취할 수 있으며, 이러한 방법의 사용을 다양화할 수 있다.

### 햅틱과 결합
터치스크린은 종종 햅틱 반응 시스템과 함께 사용된다. 이 기술의 일반적인 예는 터치스크린의 버튼을 탭할 때 제공되는 진동 피드백이다. 햅틱은 시뮬레이션된 촉각 피드백을 제공하여 터치스크린 사용자의 경험을 향상시키는 데 사용되며, 즉시 반응하도록 설계되어 화면 응답 지연을 부분적으로 상쇄할 수 있다. 글래스고 대학교의 연구(Brewster, Chohan, and Brown, 2007; 그리고 최근 Hogan)는 터치스크린과 햅틱 또는 촉각 피드백을 결합할 때 터치스크린 사용자가 입력 오류를 20% 줄이고, 입력 속도를 20% 늘리며, 인지 부하를 40% 낮춘다는 것을 보여준다. 이 외에도 2013년 보스턴 칼리지에서 수행된 연구는 터치스크린의 햅틱 자극이 제품에 대한 심리적 소유감을 유발하는 효과를 탐구했다. 그들의 연구는 터치스크린이 높은 햅틱 참여를 통합할 수 있는 능력이 고객이 설계하거나 구매하는 제품에 대한 소유감을 더 많이 느끼게 한다는 결론을 내렸다. 이 연구는 또한 터치스크린을 사용하는 소비자가 구매하는 품목에 대해 더 높은 가격을 기꺼이 수용한다는 것을 보고했다.

### 고객 서비스
터치스크린 기술은 21세기 고객 서비스 산업의 여러 측면에 통합되었다. 레스토랑 산업은 이 분야에 터치스크린이 구현된 좋은 예시이다. 타코 벨과 같은 체인 레스토랑, 파네라 브레드, 맥도날드는 고객이 메뉴에서 항목을 주문할 때 터치스크린을 옵션으로 제공한다. 터치스크린 추가가 이 산업의 발전이지만, 고객은 터치스크린을 건너뛰고 기존 계산원에게 주문을 선택할 수 있다. 더 나아가 뱅갈루루의 한 레스토랑은 주문 과정을 완전히 자동화하려 시도했다. 고객은 터치스크린이 내장된 테이블에 앉아 광범위한 메뉴에서 주문한다. 주문이 완료되면 전자적으로 주방으로 전송된다. 이러한 유형의 터치스크린은 주요 섹션에서 언급된 POS(Point of Sale) 시스템에 해당한다.

### "고릴라 팔"
사용자가 팔을 쉬지 않고 제스처 인터페이스를 장시간 사용하는 것을 "고릴라 팔"이라고 한다. 이는 작업 환경에서 일상적으로 사용될 때 피로감과 반복적 스트레스 부상을 초래할 수 있다. 특정 초기 펜 기반 인터페이스는 작업자가 근무 시간의 대부분을 이러한 자세로 작업하도록 요구했다. 사용자가 입력 장치나 그 주변 프레임에 손이나 팔을 쉴 수 있도록 허용하는 것이 많은 상황에서 이 문제에 대한 해결책이다. 이 현상은 적절한 인간 공학적 설계로 최소화되어야 하는 움직임의 예시로 자주 인용된다.
지지되지 않는 터치스크린은 ATM 및 데이터 키오스크와 같은 응용 분야에서 여전히 상당히 일반적이지만, 일반적인 사용자가 짧고 넓게 간격을 둔 기간에만 상호 작용하기 때문에 문제가 되지 않는다.

### 지문

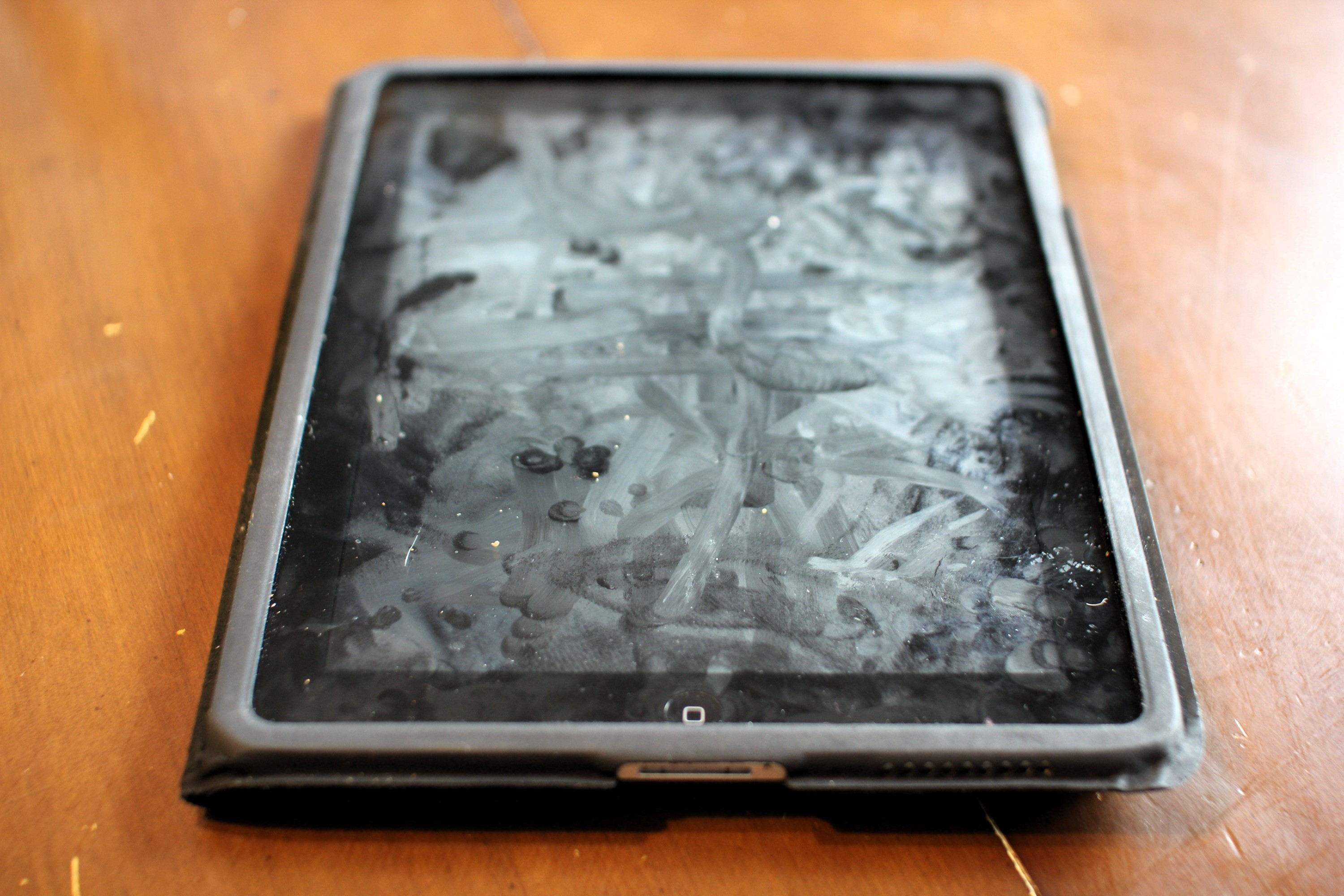
아이패드 (태블릿 컴퓨터) 터치스크린에 찍힌 많은 지문과 얼룩.

터치스크린은 디스플레이에 지문이 남는 문제로 고통받을 수 있다. 이는 지문 기름의 가시적인 효과를 줄이도록 설계된 광학 코팅 재료를 사용하여 완화할 수 있다. 대부분의 현대 스마트폰은 발유성 코팅이 되어 있어 기름 잔여물의 양을 줄인다. 또 다른 옵션은 무광택 눈부심 방지 화면보호필름을 설치하는 것이다. 이는 얼룩이 쉽게 남지 않는 약간 거친 표면을 만든다.

### 장갑 터치
정전 용량 터치스크린은 사용자가 장갑을 착용하면 거의 작동하지 않는다. 장갑의 두께와 재질은 터치스크린이 터치를 감지하는 능력에 중요한 역할을 한다.
일부 장치에는 터치스크린의 감도를 높이는 모드가 있다. 이를 통해 장갑을 끼고도 터치스크린을 더 안정적으로 사용할 수 있지만, 불안정하고 유령 입력이 발생할 수도 있다. 그러나 의료용 장갑과 같은 얇은 장갑은 사용자가 터치스크린을 사용할 때 착용할 수 있을 만큼 얇다. 이는 주로 의료 기술 및 기계에 적용된다.

## 같이 보기
- 듀얼 터치스크린
- 에너지 하베스팅
- 제스처 인터페이스
- 그래픽 태블릿
- 대화형 화이트보드
- 라이트 펜
- 잠금화면
- 멀티터치
- 닌텐도 DS
- 펜 컴퓨팅
- 마우스 제스처
- 태블릿 컴퓨터